# Rana Samara
Rana Samara (Jerusalén, 1985) es una pintora palestina. Su trabajo explora las expectativas y los tabúes de la sociedad con respecto a la sexualidad y los roles de género de las mujeres palestinas.

## Trayectoria
Samara nació en Jerusalén. Creció en una "familia típica palestina". Cuando era niña, la casa de su familia fue asaltada por soldados israelíes mientras jugaba a Super Mario, un recuerdo que después ha inspirado su trabajo.  Cuando era adolescente, comenzó a analizar las expectativas sociales en relación con el género.
El padre de Samara la guio para que estudiara finanzas, pero tras un semestre cambió su especialidad a arte. Completó una licenciatura de dos años en el Palestina Technical College en diseño gráfico. Después pasó a estudiar artes visuales contemporáneas en International Academy of Art Palestine (Academia Internacional de Arte de Palestina). Además obtuvo un máster en Bellas Artes por la Universidad del Noroeste en Illinois.
El trabajo de Samara a menudo se centra en lugares y objetos, particularmente en habitaciones interiores. Quiere alejarse de los motivos artísticos palestinos comunes, como los olivos, y retratar, en su lugar, la vida interior cotidiana haciendo público lo privado.  Se inspira en "historias íntimas y de sabiduría femenina". Su obra ha sido comparada con la de Henri Matisse y David Hockney.
En 2016, realizó su primera exposición individual, Intimate Spaces, en la galería Zawyeh Gallery. Se basó en un año de investigación en el campo de refugiados de Amari y en aldeas de Cisjordania. Durante la investigación entrevistó a mujeres residentes sobre su vida sexual y sus experiencias íntimas. La exposición se mostró posteriormente en Art Dubai en 2017.
En 2019, Samara expuso su serie "Juegos de guerra" en Art Dubai. Las pinturas fueron fruto de un proyecto de investigación de 18 meses en Jerusalén y Jordania. Se centraron en los sueños de los niños y refugiados afectados por la guerra. Se inspiraron en la interacción de Samara con un joven de Jerusalén cuya casa había sido destruida.
En junio de 2021, pinturas de Samara se incluyeron en la exposición permanente de la Galería Zawyeh.
En junio de 2022, Samara expuso en la galería Galería Zawyeh de Dubai. Su exposición de 40 piezas, Inner Sanctuary, se centró en "la concepción de la artista de su propio espacio íntimo desde una perspectiva emocional".
En 2023, durante la guerra Israel-Gaza, Samara trabajó con la galería Galería Zawyeh para recaudar dinero con fines humanitarios en la Franja de Gaza. Creó piezas inspiradas en imágenes de la guerra, observando lo que los niños llevaban consigo cuando evacuaban sus hogares.